# Tolypeutinae
Tolypeutinae è una sottofamiglia di armadilli della famiglia Chlamyphoridae, costituita da armadilli giganti, armadilli a tre fasce, e armadilli coda molle. La sottofamiglia è il sister group di Chlamyphorinae, i clamidofori. La sottofamiglia contiene i seguenti cinque generi, tre esistenti e due estinti:
- Cabassous
- † Kuntinaru[6]
- Priodontes
- Tolypeutes
- † Vetelia